# Hohleborn (Bad Salzungen)
Hohleborn is een dorp in de Duitse gemeente Bad Salzungen in het Wartburgkreis in Thüringen. Het dorp wordt voor het eerst genoemd in een oorkonde uit 1312. In 1973 werd Hohleborn toegevoegd aan Bad Salzungen.